# 안트베르펜 왕립미술관

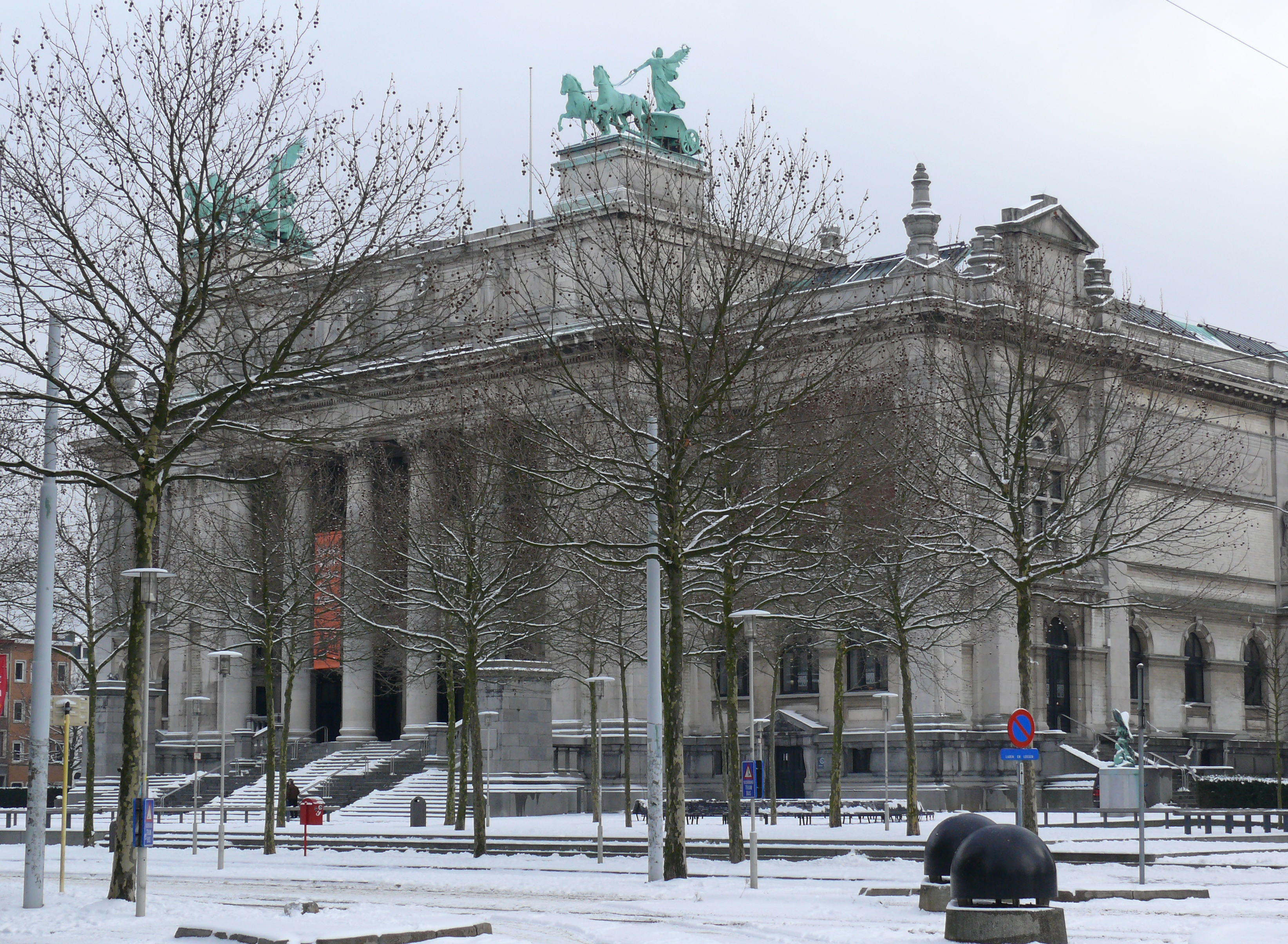
안트베르펜 왕립미술관

안트베르펜 왕립미술관(네덜란드어: Koninklijk Museum voor Schone Kunsten Antwerpen, 프랑스어: Musée royal des beaux-arts d'Anvers)은 벨기에 안트베르펜에 있는 미술관이다.